# هنریک بارانوفسکی
هنریک بارانوفسکی (لهستانی: Henryk Baranowski؛ ‏ ۹ فوریهٔ ۱۹۴۳ – ۲۷ ژوئیهٔ ۲۰۱۳) شاعر، کارگردان نمایش و بازیگر اهل لهستان بود.
از فیلم‌ها یا برنامه‌های تلویزیونی که وی در آن نقش داشته‌است، می‌توان به رزا لوکزامبورگ، ده فرمان ۱، پان تادئوش، و ده فرمان ۳ اشاره کرد.